# Plazemsko rezanje
Plazemsko rezanje je rezanje jekla in drugih kovin s pomočjo plazme. Uporablja se visokohitrostni curek inertnega plina, kdaj tudi kompresiran zrak. Hkrati se pojavi tudi električni oblok med pištolo in površino rezalnega materiala. Plazma ima dovolj visoko temperaturo da stali rezalni material in dovolj visoko hitrost, da odstrani tekoči material od reza. Plazemsko rezanje je mogoče samo v električno prevodnih materialih, drugače ne pride do obloka.
Rezalnik tipa HF uporablja visokofrekvenčno, visokonapetostno iskro da ionizira zrak in povzroči oblok. Pri tem tipu rezalnikov ni potreben pri začetku direkten kontakt pištole z rezalnim materialom. Te vrste se uporabljajo za CNC (numerično kontrolirano) rezanje.
Rezalnik tipa "Pilot Arc" (začetni oblok) uporablja drugačen princip, ni potreben začetni kontakt. Najprej se uporabi visokonapetostni, nizkoamperski tok, ki povzroči majhno iskro in s tem majhen  "žepek" plazme - ki se imenuje "pilot arc" - začetni oblok. Ta oblok ima povratno električno pot v rezalno pištolo. Začetni pilot oblok obstaja dokler se ne približamo rezalnem materialu, ob stiku vžge glavni plazemski rezalni oblok. Plazemski obloki so zelo vroči (do 25 000 °C)
Plazemsko rezanje je učinkovito tako pri tankih kot debelih materialih. Ročni rezalniki lahko režejo do okrog 38 mm debele jeklene plošče, močnejši industrijski rezalniki lahko režejo do 150 mm. 

## Zgodovina
Plazemsko rezanje se je razvilo iz plazemskega varjenja v 1960ih. Kmalu se je izkazalo za zelo produktivno. Imelo je prednost pred mehanskih rezanjem, ker ne proizvaja odlomkov. Ima tudi prednosti pred plamenskih rezanjem, ker je hitrejše, manj temperaturno vpliva na material in so rezi bolj točni. Prvi plazemski rezalniki so bili počasni in dragi.
Kot tudi drugo strojna orodja, so tudi na plazemskih rezalnikih začeli z uporabo CNC krmiljenja.

## Varnost pri delu
Potrebna je zaščita za oči z UV protekcijo in zaščito pred letečimi delci, da ne pride do t. i. "obločnega očesa" (arc eye).

## Cena
Plazemski rezalniki so dražji za nakup od plamenskih rezalnikov (na acetilen), vendar so stroški obratovanja dosti nižji, ni potreben tekoči kisik in acetilen. Je pa potrebno vsake toliko časa zamenjati rezalne dele. Novejši rezalniki so lažji in bolj prenosljivi.